# Coorg
Coorg (Kurg, Kodagu) war eine Provinz Britisch-Indiens in den Westghats im heutigen indischen Bundesstaat Karnataka. Seit dem Mittelalter bestand hier ein Hindu-Fürstentum, seit dem 17. Jahrhundert unter Rajas der Haleri-Dynastie. 1681 wurde Madikeri (Mercara) Hauptstadt. 1780–88 war Coorg von Mysore besetzt und wurde 1790 britisches Protektorat. Der letzte Raja, Cikka Virarajendra II. Udaiyar, wurde 1834 abgesetzt, nachdem er mehrere Familienmitglieder ermordet hatte. Die Briten annektierten Coorg und machten es zu einer Provinz. Coorg wurde 1869–81 zusammen mit Mysore verwaltet und hatte 1941 eine Fläche von 4125 km² und 188.000 Einwohner. Nach der indischen Verfassung von 1950 (siehe Geschichte Indiens) war Coorg ein Staat der Kategorie C mit einem vom Präsidenten ernannten Chief Commissioner. 1956 kam es als Distrikt Kodagu zum Bundesstaat Mysore, der seit 1973 Karnataka heißt.